# Full Bloom
Full Bloom is in chronologie van opname het tweede muziekalbum van Acoustic Strawbs, de band als  Strawbs, maar toen zij akoestisch instrumenten speelden. Het is live opgenomen in Natural Sound in Kitchener in het zuiden van Canada, ter gelegenheid van de 50e geboortedag van de eigenaar. De musici, die meespeelden, waren Dave Cousins, Dave Lambert, Brian Willoughby. Zij speelden gitaar en deden de zang. Strawbs is door de jaren heen in Canada altijd populair gebleven.

## Nummers
1. Autumn
2. Shine on silver star
3. Ghosts
4. Witchwood
5. Flower and the young man
6. The winter and the summer
7. Tears and pavan
8. Out in the cold
9. Round and round
10. Alice’s song
11. Hero and heroine
12. Glimpse of heaven
13. the river
14. Down by the sea
15. Goodbye (dialoog)

## Websites
- discogs.com. Acoustic Strawbs* – Full Bloom - Live At Natural Sound, 2004.